# یان ژیها
یان ژیها (چکی: Jan Říha؛ ۱۱ نوامبر ۱۹۱۵ – ۱۵ دسامبر ۱۹۹۵) یک بازیکن فوتبال اهل چکسلواکی بود.

## باشگاهی
از باشگاه‌هایی که در آن بازی کرده‌است می‌توان به باشگاه فوتبال اسپارتا پراگ اشاره کرد.

## تیم ملی
وی سابقه ۲۵ بازی در تیم ملی فوتبال چکسلواکی را در کارنامه دارد.